# Comuna Salem
Salem (Salems kommun) este o comună din comitatul Stockholms län, Suedia, cu o populație de 16.001 locuitori (2013).

## Geografie

### Zone urbane
Toate așezările cu peste 200 locuitori din comună intră în componența zonei urbane Tumba.

## Demografie
| \| Evoluția demografică în comuna Salem, 1970–2015 \| Evoluția demografică în comuna Salem, 1970–2015 \| Evoluția demografică în comuna Salem, 1970–2015 \| Evoluția demografică în comuna Salem, 1970–2015 \| Evoluția demografică în comuna Salem, 1970–2015 \| \| ----------------------------------------------------------------------------------------------------- \| ----------------------------------------------- \| ----------------------------------------------- \| ----------------------------------------------- \| ----------------------------------------------- \| \| An \| \| \| Locuitori \| \| \| 1970 \| 1970 \| \| 11951 \| 11951 \| \| 1975 \| 1975 \| \| 12703 \| 12703 \| \| 1980 \| 1980 \| \| 12879 \| 12879 \| \| 1985 \| 1985 \| \| 12370 \| 12370 \| \| 1990 \| 1990 \| \| 12478 \| 12478 \| \| 1995 \| 1995 \| \| 12871 \| 12871 \| \| 2000 \| 2000 \| \| 13766 \| 13766 \| \| 2005 \| 2005 \| \| 14334 \| 14334 \| \| 2010 \| 2010 \| \| 15391 \| 15391 \| \| 2015 \| 2015 \| \| 16426 \| 16426 \| \| Sursa: SCB - Statistika Centralbyrån, Folkmängd efter region, civilstånd, ålder och kön. År 1968–2016 \| \| \| \| \| |      |  |           |       |
| Evoluția demografică în comuna Salem, 1970–2015 |      |  |           |       |
| An |      |  | Locuitori |       |
| 1970 | 1970 |  | 11951     | 11951 |
| 1975 | 1975 |  | 12703     | 12703 |
| 1980 | 1980 |  | 12879     | 12879 |
| 1985 | 1985 |  | 12370     | 12370 |
| 1990 | 1990 |  | 12478     | 12478 |
| 1995 | 1995 |  | 12871     | 12871 |
| 2000 | 2000 |  | 13766     | 13766 |
| 2005 | 2005 |  | 14334     | 14334 |
| 2010 | 2010 |  | 15391     | 15391 |
| 2015 | 2015 |  | 16426     | 16426 |
| Sursa: SCB - Statistika Centralbyrån, Folkmängd efter region, civilstånd, ålder och kön. År 1968–2016 |      |  |           |       |